# 金光敬蔵
金光 敬蔵（かなみつ けいぞう、文化8年（1811年）－文久2年8月27日（1862年9月20日））は、岡山藩士。金光宗高の子である金光太郎右衛門十一代目の子孫（与次郎系）。

## 経歴
弘化4年8月24日（1847年）に池田刑部（岡山藩家老の建部池田家（岡山県岡山市北区建部町）の池田博忠の事であり、弘化2年11月に弁之進から刑部に改名）に見出され、十三俵二人扶持徒士を皮切りに刑部の元に仕える。
出世を重ねて台所奉行に申付となり、勤めに励んでいたものの急病のため死去。行年51。
跡目は、子の正男が相続。